# 早見優 (小惑星)
早見優（はやみゆう、6880 Hayamiyu）は小惑星帯の小惑星である。

## 概要
山梨県の清里大友天文台で大友哲が発見した。
日本の女性タレント、歌手の早見優にちなんで命名され、2000年、第10回記念清里スターフェスティバル（山梨県北杜市）にて、天文ファンが早見を招き命名式を行った。